# Yen Press
Yen Press（英語：Yen Press）是一家出版漫画、圖像小說和輕小說的美國出版商，由KADOKAWA和桦榭图书集团共同持有股份。2008年至2013年間出版月刊漫畫選集《Yen Plus》。除了翻譯資源外，Yen Press還出版原創系列，其中著名的是斯韋特蘭娜·奇馬科娃的《夜校》和詹姆斯·帕特森的《極速飛行》的漫畫改編。

## 历史
Yen Press由前博德斯集團收購者庫爾特·哈斯勒（Kurt Hassler）和DC漫畫副總裁理查德·約翰遜創立於2006年。2007年7月，Yen Press宣布收購曾在美國出版漫畫的韓國出版商ICEkunion。帶有ICEkunion標誌的漫畫將繼續在商店出售，但隨後的漫畫將帶有Yen Press標誌。
2009年，Yen Press宣布從其前授權商A.D. Vision處獲得东清彦的漫畫《四葉妹妹！》和《笑園漫畫大王》的版權。
2016年4月11日，Yen Press宣布將作為桦榭图书集团與日本主要出版商KADOKAWA的合資企業運作，KADOKAWA持有該公司51%的股權。J-Novel Club在2022年的紐約動畫展上宣布與Yen Press合作印刷作品。

## 作品一覽

### 原創系列
- 美麗魔物（英语：Beautiful Creatures (novel)）

### 日本漫畫
- 86—不存在的戰區—
- ACCA13區監察課
- 加速世界
- 安達與島村
- 地縛少年花子君

- 斬！赤紅之瞳
- ALDNOAH.ZERO
- 架刑的愛麗絲
- 心之國的愛麗絲
- 殺戮的天使

- 兄妹換換愛
- Anne Happy♪
- Another
- 青春×機關鎗
- 天晴烂漫！

- 不相信人類的冒險者們好像要去拯救世界
- 只要別西卜大小姐喜歡就好
- 不對稱的連理
- 學戰都市Asterisk
- 笑園漫畫大王

- BACCANO！大騷動！
- 笨蛋，測驗，召喚獸
- BAMBOO BLADE
- 因為不是真正的夥伴而被逐出勇者隊伍，流落到邊境展開慢活人生
- 元氣囝仔

- 無法掙脫的背叛
- 至高指令
- 黑色子彈
- 黑執事
- 黑神

- 黑之召喚士
- BLADE & BASTARD
- BLOOD LAD 血意少年
- BLOODY CROSS
- 孤獨搖滾！

- 怕痛的我，把防禦力點滿就對了
- 怪物的孩子
- 全世界我最愛的就是胸部！
- 姊嫁物語
- BTOOOM!

- 白兔糖
- 帶著智慧型手機闖蕩異世界。
- 里亞德錄大地
- 异度侵入 ID:INVADED
- 嘆氣的亡靈想隱退 ～最弱獵人的最強隊伍育成術～

- 月租獨棟庭院住宅附房東
- 我破碎的真理子
- 我的詛咒吸血姬
- 拜託請穿上，鷹峰同學
- 掠奪者

- 大白熊熱戀中
- 監獄學園
- 转生成自动贩卖机的我今天也在迷宫徘徊
- 英雄王，為了窮盡武道而轉生～而後成為世界最強見習騎士♀～
- 吸血十字界

- Re:從零開始的異世界生活

### 韓國漫畫
- 重生者的魔法一定要特別
- 我獨自升級
- 她去公爵家的理由

## 外部連結
- 官方網站 （页面存档备份，存于）